# Elm (E-Mail-Programm)
elm (Electronic Mailer) ist ein freies konsolenbasiertes E-Mail-Programm für Unix-ähnliche Betriebssysteme.
Es wurde von Dave Taylor, Mitarbeiter von Hewlett-Packard, ab 1986 programmiert. Die Entwicklung wurde später unter der Leitung von Bill Pemberton an der University of Virginia weitergeführt. Das Programm ist als freie Software unter einer BSD-ähnlichen Lizenz verfügbar. Die Blütezeit seiner Popularität ging bis etwa 1995. Mutt und Pine sind von elm inspiriert und traten das Erbe an. Die letzte Version (2.5.8) erschien im August 2005.
Motiviert wurde die Entwicklung von elm dadurch, dass die zu diesem Zeitpunkt verfügbaren E-Mail-Programme unter Unix lediglich zeilenorientiert arbeiteten und daher keine flächige Benutzerschnittstelle boten. elm war als Vollbild-Programm nach damaligem Standard ein echter Fortschritt hinsichtlich Benutzerfreundlichkeit und Interaktivität.